# Liste der Bodendenkmäler in Münnerstadt
Auf dieser Seite sind die Bodendenkmäler in der unterfränkischen Gemeinde Münnerstadt zusammengestellt. Diese Tabelle ist eine Teilliste der Liste der Bodendenkmäler in Bayern. Grundlage ist die Bayerische Denkmalliste, die auf Basis des Bayerischen Denkmalschutzgesetzes vom 1. Oktober 1973 erstmals erstellt wurde und seither durch das Bayerische Landesamt für Denkmalpflege geführt wird. Die folgenden Angaben ersetzen nicht die rechtsverbindliche Auskunft der Denkmalschutzbehörde.

## Bodendenkmäler der Gemeinde Münnerstadt

### Gemarkung Althausen
| Lage                 | Objekt | Akten-Nr.     | Bild |
| -------------------- | --- | ------------- | ---- |
| Althausen (Standort) | Körpergräber der Merowingerzeit und mittelalterlicher Burgstall Alte Burg. | D-6-5727-0016 |      |
| Althausen (Standort) | Siedlung der Hallstattzeit. | D-6-5727-0018 |      |
| Althausen (Standort) | Siedlung des jüngeren Neolithikums sowie Siedlung der Urnenfelderzeit, der Hallstattzeit und der frühen Latènezeit. | D-6-5727-0021 |      |
| Althausen (Standort) | Siedlung der Hallstattzeit. | D-6-5727-0060 |      |
| Althausen (Standort) | Untertägige Teile der spätmittelalterlichen bis frühneuzeitlichen katholischen Pfarrkirche St. Magdalena in Althausen, Fundamente mittelalterlicher Vorgängerbauten sowie Körpergräber des Mittelalters und der Neuzeit. | D-6-5727-0072 |      |

### Gemarkung Bildhausen-Nordost
| Lage                          | Objekt | Akten-Nr.     | Bild |
| ----------------------------- | --- | ------------- | ---- |
| Bildhausen-Nordost (Standort) | Bestattungsplatz mit Grabhügeln vorgeschichtlicher Zeitstellung.                                              | D-6-5627-0053 |      |
| Bildhausen-Nordost (Standort) | Mittelalterlicher Burgstall.                                                                                  | D-6-5727-0035 |      |
| Bildhausen-Nordost (Standort) | Wüstung des Mittelalters und der frühen Neuzeit mit Wall-Graben-Anlage und Befunden einer ehemaligen Kapelle. | D-6-5727-0059 |      |

### Gemarkung Bildhausen-Südwest
| Lage                          | Objekt                                              | Akten-Nr.     | Bild |
| ----------------------------- | --------------------------------------------------- | ------------- | ---- |
| Bildhausen-Südwest (Standort) | Spätmittelalterliche bis frühneuzeitliche Landwehr. | D-6-5727-0037 |      |

### Gemarkung Brünn
| Lage             | Objekt | Akten-Nr.     | Bild |
| ---------------- | --- | ------------- | ---- |
| Brünn (Standort) | Untertägige Teile der im Kern spätmittelalterlichen katholischen Filialkirche St. Sebastian in Brünn sowie vermutlich Körpergräber des Mittelalters und der Neuzeit. | D-6-5727-0074 |      |

### Gemarkung Burghausen
| Lage                  | Objekt | Akten-Nr.     | Bild |
| --------------------- | --- | ------------- | ---- |
| Burghausen (Standort) | Vorgeschichtliche und frühmittelalterliche Abschnittsbefestigung Michelsberg, untertägige Teile einer spätmittelalterlichen Kirchenruine sowie Körpergräber des späten Mittelalters und der frühen Neuzeit. | D-6-5726-0012 |      |
| Burghausen (Standort) | Fundamente einer abgegangenen frühneuzeitlichen Kapelle. | D-6-5726-0090 |      |

### Gemarkung Fridritt
| Lage                | Objekt | Akten-Nr.     | Bild |
| ------------------- | --- | ------------- | ---- |
| Fridritt (Standort) | Bestattungsplatz mit Grabhügeln vorgeschichtlicher Zeitstellung. | D-6-5727-0022 |      |
| Fridritt (Standort) | Bestattungsplatz mit eingeebnetem Grabhügel vorgeschichtlicher Zeitstellung. | D-6-5727-0023 |      |
| Fridritt (Standort) | Untertägige Teile der spätmittelalterlichen bis frühneuzeitlichen katholischen Filial- und Wallfahrtskirche St. Laurentius und Mariä Himmelfahrt in Fridritt, Fundamente eines mittelalterlichen Vorgängerbaus sowie Körpergräber des Mittelalters und der Neuzeit. | D-6-5727-0077 |      |
| Fridritt (Standort) | Bestattungsplatz mit Grabhügeln vorgeschichtlicher Zeitstellung. | D-6-5727-0111 |      |

### Gemarkung Gressertshof
| Lage                    | Objekt                                                                     | Akten-Nr.     | Bild |
| ----------------------- | -------------------------------------------------------------------------- | ------------- | ---- |
| Gressertshof (Standort) | Bestattungsplatz mit verebnetem Grabhügel vorgeschichtlicher Zeitstellung. | D-6-5727-0109 |      |

### Gemarkung Großbardorf
| Lage                   | Objekt                                                     | Akten-Nr.     | Bild |
| ---------------------- | ---------------------------------------------------------- | ------------- | ---- |
| Großbardorf (Standort) | Siedlung der Linearbandkeramik und des Mittelneolithikums. | D-6-5728-0013 |      |

### Gemarkung Großwenkheim
| Lage                    | Objekt | Akten-Nr.     | Bild |
| ----------------------- | --- | ------------- | ---- |
| Großwenkheim (Standort) | Bestattungsplatz mit Grabhügeln vorgeschichtlicher Zeitstellung mit Bestattungen der Hallstattzeit. | D-6-5727-0026 |      |
| Großwenkheim (Standort) | Bestattungsplatz mit verebneten Grabhügeln vorgeschichtlicher Zeitstellung. | D-6-5727-0053 |      |
| Großwenkheim (Standort) | Untertägige Teile der frühneuzeitlichen katholischen Pfarrkirche Mariä Himmelfahrt von Großwenkheim mit Fundamenten mittelalterlicher Vorgängerbauten und ehemalige Kirchgaden sowie Körpergräber der frühen Neuzeit. | D-6-5727-0079 |      |
| Großwenkheim (Standort) | Siedlung vorgeschichtlicher Zeitstellung. | D-6-5728-0086 |      |

### Gemarkung Kleinwenkheim
| Lage                     | Objekt | Akten-Nr.     | Bild |
| ------------------------ | --- | ------------- | ---- |
| Kleinwenkheim (Standort) | Bestattungsplatz mit Grabhügel vorgeschichtlicher Zeitstellung. | D-6-5727-0025 |      |
| Kleinwenkheim (Standort) | Bestattungsplatz mit verebnetem Grabhügel vorgeschichtlicher Zeitstellung. | D-6-5727-0027 |      |
| Kleinwenkheim (Standort) | Siedlung der Linearbandkeramik und des Mittelneolithikums. | D-6-5727-0028 |      |
| Kleinwenkheim (Standort) | Untertägige Teile der frühneuzeitlichen katholischen Pfarrkirche St. Nikolaus und der Kirchhofmauer in Kleinwenkheim, vermutlich Fundamente eines mittelalterlichen Vorgängerbaus sowie Körpergräber des Mittelalters und der Neuzeit. | D-6-5727-0081 |      |
| Kleinwenkheim (Standort) | Untertägige Teile bestehender Abteibauten, Fundamente abgegangener Klosterbauten sowie Körpergräber des Mittelalters und der frühen Neuzeit im Bereich des ehemaligen Zisterzienserklosters Maria Bildhausen.                          | D-6-5727-0084 |      |
| Kleinwenkheim (Standort) | Bestattungsplatz mit Grabhügeln vorgeschichtlicher Zeitstellung. | D-6-5727-0112 |      |

### Gemarkung Münnerstadt
| Lage                   | Objekt | Akten-Nr.     | Bild |
| ---------------------- | --- | ------------- | ---- |
| Münnerstadt (Standort) | Bestattungsplatz mit Grabhügel vorgeschichtlicher Zeitstellung. | D-6-5726-0116 |      |
| Münnerstadt (Standort) | Bestattungsplatz mit Grabhügel vorgeschichtlicher Zeitstellung. | D-6-5727-0010 |      |
| Münnerstadt (Standort) | Frühmittelalterliche Abschnittsbefestigung Windsburg. | D-6-5727-0011 |      |
| Münnerstadt (Standort) | Siedlung des Neolithikums, der Bronzezeit, der Urnenfelderzeit, der Hallstattzeit, der Frühlatènezeit, der Großromstedter Kultur, der Völkerwanderungszeit sowie Wüstung des frühen und hohen Mittelalters.                                                                           | D-6-5727-0012 |      |
| Münnerstadt (Standort) | Siedlung der Frühlatènezeit. | D-6-5727-0013 |      |
| Münnerstadt (Standort) | Siedlung der Bronzezeit. | D-6-5727-0014 |      |
| Münnerstadt (Standort) | Untertägige Teile der spätmittelalterlichen bis frühneuzeitlichen katholischen Stadtpfarrkirche St. Maria Magdalena, Fundamente mittelalterlicher Vorgängerbauten, Körpergräber des Mittelalters und der Neuzeit sowie Siedlung der jüngeren Latènezeit und der Römischen Kaiserzeit. | D-6-5727-0015 |      |
| Münnerstadt (Standort) | Untertägige Teile des frühneuzeitlichen Juliusspitals sowie Bau- und Siedlungsbefunde einer spätmittelalterlichen bis frühneuzeitlichen Vorgängerbebauung. | D-6-5727-0058 |      |
| Münnerstadt (Standort) | Untertägige Teile des frühneuzeitlichen Augustinerklosters sowie Fundamente spätmittelalterlicher Vorgängerbauten. | D-6-5727-0068 |      |
| Münnerstadt (Standort) | Untertägige Teile der mittelalterlichen Stadtbefestigung von Münnerstadt. | D-6-5727-0069 |      |
| Münnerstadt (Standort) | Fundamente der abgegangenen Burganlage des hohen und späten Mittelalters. | D-6-5727-0070 |      |
| Münnerstadt (Standort) | Mittelalterliche und frühneuzeitliche Altstadt von Münnerstadt. | D-6-5727-0071 |      |
| Münnerstadt (Standort) | Archäologische Befunde im Bereich eines Wartturmes des späten Mittelalters und der frühen Neuzeit. | D-6-5727-0114 |      |

### Gemarkung Nüdlingen
| Lage                 | Objekt                                                           | Akten-Nr.     | Bild |
| -------------------- | ---------------------------------------------------------------- | ------------- | ---- |
| Nüdlingen (Standort) | Bestattungsplatz mit Grabhügeln vorgeschichtlicher Zeitstellung. | D-6-5726-0019 |      |

### Gemarkung Seubrigshausen
| Lage                      | Objekt | Akten-Nr.     | Bild |
| ------------------------- | --- | ------------- | ---- |
| Seubrigshausen (Standort) | Bestattungsplatz mit Grabhügeln vorgeschichtlicher Zeitstellung mit Bestattungen der Hallstattzeit.                                                                                            | D-6-5727-0029 |      |
| Seubrigshausen (Standort) | Siedlung der Linearbandkeramik. | D-6-5727-0046 |      |
| Seubrigshausen (Standort) | Fundamente eines mittelalterlichen bis frühneuzeitlichen Vorgängerbaus der katholischen Pfarrkirche St. Anna in Seubrigshausen sowie vermutlich Körpergräber des Mittelalters und der Neuzeit. | D-6-5727-0085 |      |

### Gemarkung Weichtungen
| Lage                   | Objekt                                                           | Akten-Nr.     | Bild |
| ---------------------- | ---------------------------------------------------------------- | ------------- | ---- |
| Weichtungen (Standort) | Bestattungsplatz mit Grabhügeln vorgeschichtlicher Zeitstellung. | D-6-5727-0009 |      |

### Gemarkung Wermerichshausen
| Lage                        | Objekt | Akten-Nr.     | Bild |
| --------------------------- | --- | ------------- | ---- |
| Wermerichshausen (Standort) | Untertägige Teile der mittelalterlichen bis frühneuzeitlichen katholischen Pfarrkirche St. Vitus in Wermerichshausen sowie Körpergräber des Mittelalters und der Neuzeit. | D-6-5727-0087 |      |

### Gemarkung Windheim/Münnerstadt
| Lage                            | Objekt | Akten-Nr.     | Bild |
| ------------------------------- | --- | ------------- | ---- |
| Windheim/Münnerstadt (Standort) | Fundamente eines spätmittelalterlichen Vorgängerbaus der katholischen Kuratiekirche Mariä Geburt in Windheim sowie Körpergräber des Mittelalters und der Neuzeit. | D-6-5726-0094 |      |

### Gemarkung Wülfershausen an der Saale
| Lage                                  | Objekt                                                          | Akten-Nr.     | Bild |
| ------------------------------------- | --------------------------------------------------------------- | ------------- | ---- |
| Wülfershausen an der Saale (Standort) | Bestattungsplatz mit Grabhügel vorgeschichtlicher Zeitstellung. | D-6-5627-0185 |      |